# Павчіна Легота
Павчіна Легота (словац. Pavčina Lehota) — село, громада округу Ліптовський Мікулаш, Жилінський край, регіон Ліптов. Кадастрова площа громади — 7,22 км².
Населення 387 осіб (станом на 31 грудня 2018 року).

## Історія
Павчіна Легота згадується 1233 року.

## Населення
| Рік:            | 1994. | 2004.   | 2014.   | 2024.   |
| --------------- | ----- | ------- | ------- | ------- |
| Кількість осіб: | 353   | 343     | 373     | 401     |
| Різниця:        |       | -2,83 % | +8,74 % | +7,50 % |

| Рік:            | 2023. | 2024.   |
| --------------- | ----- | ------- |
| Кількість осіб: | 404   | 401     |
| Різниця:        |       | -0,74 % |